# Faik Yaltırık
Faik Yaltırık ( 1930 ) es un botánico, profesor turco. Ha realizado numerosas identificaciones y clasificaciones de nuevas especies (más de 15), las que publica habitualmente en: Kalmia; Candollea; Bot. Jahrb. Syst.; Phytologia; Turkish J. Bot.; Notes Roy. Bot. Gard. Edinburgh; Bot. J. Linn. Soc. 
Fue profesor de la Universidad de Estambul

## Algunas publicaciones
- 2000. Dendroloji: ders kitabı : gymnospermae-angiosperma (Dendrología: libro de texto: gimnospermas - angiospermas). Vol. 4265 of İstanbul Üniversitesi yayınları. Con Asuman Efe. 2ª ed. de İstanbul Üniversitesi, 200 pp. ISBN 9754045941, ISBN 9789754045949

- 1995. Süs Bitkileri: ağaçlar ve çalilar (Plantas Ornamentales: Árboles y Arbustos). Con Ersin Yücel, Münir Öztürk. Ed. Anadolu Üniversitesi, 183 pp. ISBN 9754925291, ISBN 9789754925296

- 1986. The Atatürk Arboretum. Con OPTIMA (Commission for the Mapping of Orchids in the Mediterranean Area). 7 pp.

- 1983. A Phytosociological Research in the Belgrad Forest. Vol. 1 Communications de la Faculté des Sciences de l'Université d'Ankara / Série C, Biology, geological engineering and geophysical engineering, Ankara Üniversite. Con Yıldırım Akman, Osman Ketenoǧlu. Ed. Univ. 9 pp.

- 1971. The Taxonomical Study on the Macro- and Micro- Morphological Characteristics of Indigenous Maples, 'Acer L.', in Turkey. Ed. Istanbul Univ. 232 pp.

## Honores
- Presidente del Instituto de Botánica Forestal[1]

- 1973: premio "50º aniversario del Premio República"

### Membresías
- 1986: electo en la Academia Italiana de Ciencias Forestales (Academia Italiana di Firenze Ciencia Forestal)

### Eponimia
- (Asteraceae) Centaurea yaltirikii N.Aksoy, H.Duman & Efe[2]

- (Brassicaceae) Erysimum yaltirikii Yıld.[3]

- (Campanulaceae) Campanula yaltirikii H.Duman[4]

- (Fabaceae) Cercis × yaltirikii Ponert[5]

- (Rosaceae) Crataegus yaltirikii Dönmez[6]

- (Rosaceae) Pyrus yaltirikii Browicz[7]

- La abreviatura «Yalt.» se emplea para indicar a Faik Yaltırık como autoridad en la descripción y clasificación científica de los vegetales.[8]